# Hanifa Yousoufi
Pas d'image ? Cliquez ici
Hanifa Yousoufi est une alpiniste afghane. En 2018 elle devient la première femme à atteindre le Nowshak, point culminant de l'Afghanistan.

## Biographie
Le 10 août 2018, elle réalise la première ascension féminine du Nowshak, point culminant de l'Afghanistan à 7 492 m. Elle fait partie d'une équipe formée par l'organisation à but non lucratif américaine Ascend Athletics qui encourage la pratique de l'alpinisme et d'autres activités liées à la prise de responsabilité auprès de femmes afghanes.